# Brda
Brda (tysk: Brahe) er en flod i det nordlige Polen. Den er 238 km lang og er en biflod til Wisła, som den støder til i Bydgoszcz. Brda har et afvandingsareal på ca. 4.630 km², som udelukkende befinder sig i Polen.

## Trafik
Floden indgår i Oder-Wisła-vandvejen, idet den forbinder de to floder via Warta, Noteć og Bydgoszcz-kanalen. Denne vandvej er sejlbar for mindre fartøjer, men den besejles endnu kun af et mindre antal kanoer og andre fritidsbåde.

## Byer ved Brda
- Rytel
- Tuchola
- Koronowo
- Tryszczyn
- Bydgoszcz